# Поляков, Анатолий Николаевич
Анатолий Николаевич Поляков (26 января 1925, Приютино — 30 ноября 2011, Новосибирск) — советский и российский фотограф, фотокорреспондент ТАСС в Западной Сибири (1967—1995).

## Биография
Родился в селе Приютино (современная Новгородская область). Завершил учёбу в художественной школе при Всероссийской академии художеств.
Участвовал в Великой Отечественной войне. С 1949 года — фотокорреспондент в различных газетах. В 1995 году вышел на пенсию.
Более 30 лет собирал фотоархив, посвящённый Новосибирску и региону.
Умер в 2011 году в Новосибирске. Похоронен на Заельцовском кладбище (квартал 12н).

## Участие в выставках
Работы фотографа экспонировались на многочисленных конкурсах и выставках, в том числе в Германии, Голландии, Англии, Франции, Индии, Польше, Чили и т. д.
Поляков стал первым новосибирским фотографом, получившим международную награду — серебряную медаль фотовыставки в Софии (1971). Также неоднократно принимал участие и награждался на «Интер-Пресс Фото» и «Уорлд-Пресс Фото». Удостоен медалей ВДНХ.

## Государственные награды
Орден Отечественной войны I степени, медали.